# Robert Gould Shaw
Robert Gould Shaw (ur. 10 października 1837, zm. 18 lipca 1863) – pułkownik wojsk Unii w czasie wojny secesyjnej. Dowodził jedną z pierwszych czarnoskórych jednostek wojsk amerykańskich, jaką był 54 Ochotniczy Pułk Piechoty Massachusetts.

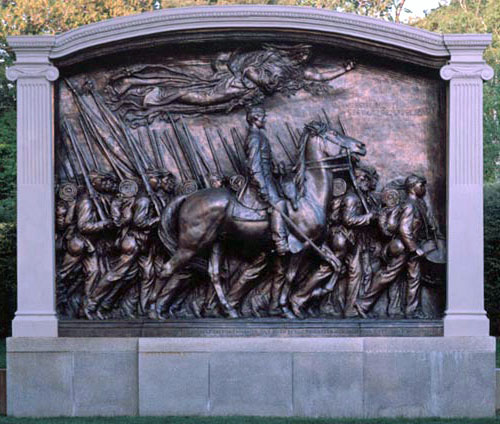
Płaskorzeźba na pomniku Roberta Shawa w Bostonie

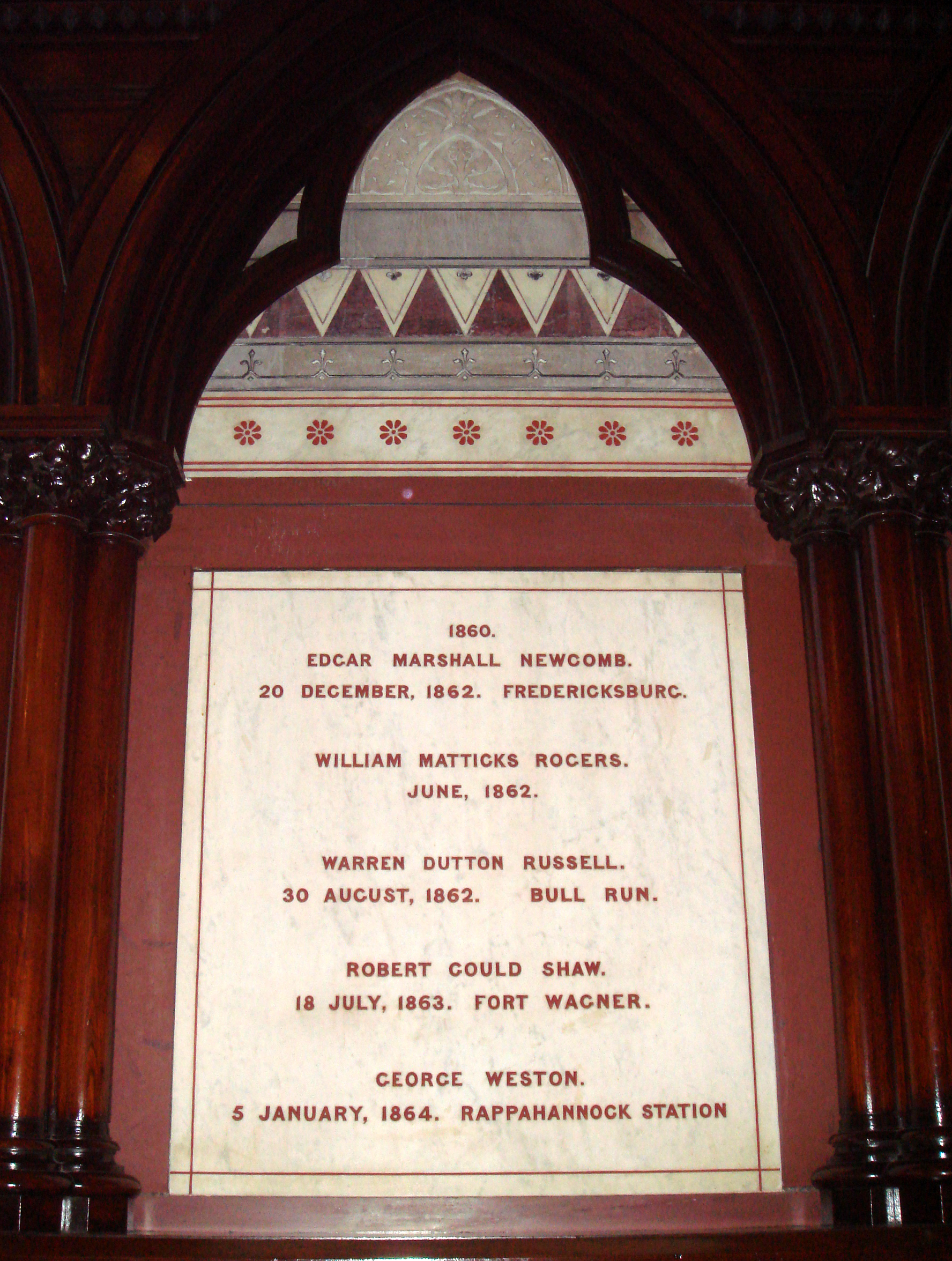
Pamiątkowa tablica na Uniwersytecie Harvarda

Urodzony w Bostonie (Massachusetts) w rodzinie prominentnych abolicjonistów był unitarianistą. Przez gubernatora stanu Johna Andrew wyznaczony został do sformowania pierwszego pułku składającego się z Afroamerykanów (w którym jedynymi białymi byli oficerowie). Początkowo niechętny wyznaczonemu zadaniu, zmienił zdanie widząc determinację podległych mu żołnierzy. Na wieść, że jego podkomendni mają otrzymywać niższy żołd od białych żołnierzy, przekonał swój pułk do odmowy przyjmowania żołdu do czasu zniesienia nierówności.
Zginął w czasie ataku na Fort Wagner w wieku 26 lat. Ciało Shawa zostało pogrzebane przez obrońców fortu wraz z poległymi żołnierzami jego pułku, co w opinii konfederatów było hańbiące (patrz: rasizm). Ojciec Roberta Shawa wydał oświadczenie, że czuje się dumy z postawy swojego syna i uważa, że jego syn nie uznałby za ujmę sposobu w jaki potraktowano jego zwłoki.
Robert Shaw znany jest także ze swoich listów, których w czasie trwania wojny secesyjnej napisał ponad 200, zarówno do rodziny jak i swoich przyjaciół. Listy te przechowywane są w Bibliotece Houghton na Uniwersytecie Harvarda.
O poczynaniach Roberta Shawa i jego pułku na wojnie secesyjnej nakręcono w 1989 roku film Chwała. Pułkownika Shawa zagrał Matthew Broderick.